# Jiangdong (socken i Kina, Hunan)
Jiangdong (kinesiska: 江东, 江东乡) är en socken i Kina. Den ligger i provinsen Hunan, i den södra delen av landet, omkring 100 kilometer söder om provinshuvudstaden Changsha. Antalet invånare är 15521. Befolkningen består av 7 611 kvinnor och 7 910 män. Barn under 15 år utgör 21,0 %, vuxna 15-64 år 68 %, och äldre över 65 år 9,0 %.
Genomsnittlig årsnederbörd är 1 770 millimeter. Den regnigaste månaden är maj, med i genomsnitt 314 mm nederbörd, och den torraste är oktober, med 35 mm nederbörd.